# Hendrik Arius Hoekstra
Hendrik Arius Hoekstra (Harlingen, 27 juli 1901 - Blaricum, 10 februari 1945) was een Nederlandse verzetsstrijder tijdens de Tweede Wereldoorlog.
Hendrik werd geboren in Harlingen als zoon van houthandelaar Jan Freerk Hoekstra en Alida Leenmans. In 1910 vertrok het gezin naar Amsterdam, later naar Bussum. 
Tijdens de oorlog woonde Hoekstra met zijn vrouw aan de Woensbergweg 4 te Blaricum waar hij werkzaam was als werktuigkundig ingenieur. Kort na de bezetting probeerde hij naar Engeland te reizen maar dit mislukte. Hij kwam in contact met de verzetsorganisatie die het blad Vrij Nederland uitgaf en distribueerde dit in Het Gooi. Omdat hij technisch onderlegd was vroeg Henk Hos van de organisatie hem om vanuit huis via illegale zenders contact met de geallieerden te leggen. Na de arrestatie van Hos kwam hij in contact met de Gooise OD en kwamen de zenders onder hun beheer te staan. Hij bleef zenders bouwen en plaatsen in de regio. Ook was hij samen met anderen actief om in 1943 een eigen radiodienst op te zetten. In 1944 werd via de zendinstallatie contact gelegd met de geallieerden en konden een aantal wapendroppings bestemd voor het verzet plaatsvinden. De zender werd uiteindelijk uitgepeild door een van de drie Duitse peilwagens die in het gebied rondreden. Hoekstra werd bij de daarop volgende inval door de Sicherheits Polizei op 10 februari 1945 door hen ter plekke doodgeschoten toen hij zich met zijn pistool poogde te verzetten tegen de arrestatie. Hij werd na de oorlog herbegraven op de Eerebegraafplaats te Bloemendaal. Tevens werd hij postuum onderscheiden met de Bronzen Leeuw per Koninklijk Besluit van 14 december 1949 en door de Amerikaanse regering met de Medal of Freedom with Bronze Palm te Amsterdam op 7 mei 1953.